# Isabelle Boéri
Pour les articles homonymes, voir Boéri.
Isabelle Boéri, ou Isabelle Boéri-Bégard, née le 7 juillet 1960 à Paris 15e, est une ancienne escrimeuse française. Membre de l'équipe de France de fleuret, elle est médaillée lors des Jeux olympiques.

## Biographie
Isabelle Boéri est médaillée d'or en fleuret par équipe aux Jeux olympiques d'été de 1980 aux côtés de Véronique Brouquier, Pascale Trinquet, Brigitte Gaudin et Christine Muzio. Elle est aussi championne de France en fleuret individuel (1981 et 1983).